# San Andrés, Tetipac
San Andrés är en ort i Mexiko.   Den ligger i kommunen Tetipac och delstaten Guerrero, i den sydöstra delen av landet, 100 km sydväst om huvudstaden Mexico City. San Andrés ligger 1 448 meter över havet och antalet invånare är 636.
Terrängen runt San Andrés är lite bergig. Runt San Andrés är det ganska tätbefolkat, med 139 invånare per kvadratkilometer. Närmaste större samhälle är Taxco de Alarcón, 10,4 km söder om San Andrés. I omgivningarna runt San Andrés växer huvudsakligen savannskog.